# Ácido clofíbrico
Ácido clofíbrico (Clofibric acid) é um herbicida com o nome IUPAC de ácido 2-(4-clorofenoxi)-2-metilpropanóico e fórmula molecular C10H11ClO3. Ele funciona como um regulador de crescimento da planta com o hormônio vegetal auxina.
O ácido clofíbrico é uma substância ativa dos reguladores de ácidos graxos e do colesterol – clofibrato, etofibrato e etofilinclofibrato.
o ácido clofíbrico (ácido 2-[4-clorofenoxi]-2-metilpropiónico) é também classificado como um pesticida. Um antilipêmico e o metabólito biologicamente ativo do clofibrato.